# Henri Iweins d'Eeckhoutte
Henri-François-Joseph-Paul Iweins d'Eeckhoutte, né le 16 mars 1837 à Ypres et mort le 31 décembre 1902 à Ypres, est un homme politique belge.

## Fonctions et mandats
- Vice-président du Cercle catholique d'Ypres
- Conseiller provincial de Flandre Occidentale : 1872-1894
- Conseiller communal d'Ypres : 1891
- Membre de la Chambre des représentants de Belgique : 1894-1900
- Sénateur : 1900-1902

## Sources
- P. Van Molle, Het Belgisch parlement, p. 192

- Ressource relative à plusieurs domaines :   - ODIS